# 金山卫镇
金山卫镇地处上海市西南金山区杭州湾北岸。全镇地势平坦。面积54.93平方公里。户籍人口4.80万人（2008年）。

## 行政区划
金山卫镇下辖6个居委会及14个村委会：西门居委会、钱圩居委会、东门居委会、南门居委会、北门居委会、金康居委会、八一村村委会、八二村村委会、永久村村委会、永联村村委会、横浦村村委会、卫通村村委会、农建村村委会、金卫村村委会、卫城村村委会、塔港村村委会、横召村村委会、星火村村委会、八字村村委会、张桥村村委会。

## 历史
明洪武十九年（1386年），當局设卫（金山衛），主要用來防禦倭寇，名字「金山」來自於杭州灣中的金山（大金山島、小金山島）。其所辖区域包括今苏州河以南以及浦东。清顺治二年，卫被废，改设金山营。清初當地也是金山县的县治。當地原本有土城，後來毀壞。
1937年11月5日淞沪会战期間的金山衛戰鬥，日軍第十军团第一梯队的第六师团、第十八师团和“国崎支队”（1个混成旅，从华北战场调来）在柳川平助中将的指挥下编成3个登陆队利用大雾、大潮在，在金山卫东西长约15里的沿海登陆。第一登陆地为漴缺，以十八师团为主力；第二登陆地为戚家墩，以第六师团为主力；第三登陆地为白沙湾，以十八师团为主力。金山卫失守，使国民政府保卫上海、巩固南京的计划落空。而日军則實現了从浦南、浦东夹攻淞沪守军。

## 交通
境內有金山支线以及沪杭公路。

## 工業
境內有上海石油化工总厂。